# Ortisei
Ortisei, németül: St. Ulrich in Gröden, ladin nyelven Urtijëi település Olaszországban, Bolzano autonóm megyében. Lakosainak száma 4793 fő (2023. január 1.). Ortisei Castelrotto, Villnöß, Santa Cristina Valgardena és Laion községekkel határos.

## Népesség
A település népességének változása:
| Lakosok száma | 4821 | 4883 | 4793 |
|               | 2017 | 2018 | 2023 |